# Dictionnaire grec-français
El Dictionnaire grec-français d'Anatole Bailly, sovint anomenat «el Bailly», és un diccionari grec antic-francès de referència, publicat el 1895 per primer cop.

## Contingut
Quan va emprendre l'elaboració del diccionari grec-francès, Anatole Bailly, professor de liceu a Orleans, ja era conegut per les obres pedagògiques que havia destinat als alumnes i estudiants de les llengües antigues. En el «Prefaci» de la primera edició, Bailly indica que havia entomat l'elaboració d'aquest diccionari seguint el consell del seu mestre, Émile Egger, el nom del qual va fer figurar a títol pòstum a la coberta.
Segons diu l'autor en el Prefaci, els destinataris del diccionari eren els «alumnes dels nostres liceus i col·legis» (educació secundària), de manera que distingeix el seu projecte dels diccionaris de grec antic ja existents a França (com ara el diccionari de retroversió d'Alexandre, Planche i Defauconpret) o a l'estranger (per exemple, A Greek-English Lexicon de Liddell, Scott i Jones, aparegut el 1843, o a Alemanya el Handwörterbuch der griechischen Sprache de Passow i el Griechisch-Deutsches Handwörterbuch de Pape), que anaven dirigits a hel·lenistes ja confirmats.
El diccionari conté «el vocabulari complet de la llengua grega clàssica des dels orígens fins al començament del segle VII dC», cobrint també els noms propis, i incloent la llengua de les Escriptures i dels principals Pares de l'Església. En canvi, no cobreix el conjunt del vocabulari tècnic (emprat entre altres pels gramàtics), ni les variants de formes presents només a les inscripcions. Les entrades contenen la indicació de la quantitat sil·làbica, i forneixen citacions d'autors antics referenciades amb detall. Al final del volum hi ha notes sobre la mitologia i altres aspectes de la religió de l'Antiga Grècia on es presenten els principals déus i herois (basant-se en la Mythologie de la Grèce antique de Paul Decharme apareguda a Garnier el 1879).

## Reedicions i versions
La primera edició del Dictionnaire grec-français de Bailly va aparèixer el 1895. Després se n'han fet moltes reedicions, corregides i millorades amb la participació de nombrosos mestres i professors. En destaquen la setzena el 1950 i la vint-i-sisena el 1963:
- La setzena edició (1950) aporta en particular importants actualitzacions en l'etimologia dels mots realitzades per Pierre Chantraine, així com nombroses correccions supervisades per Louis Séchan.[5][6]

- Per a la vint-i-sisena edició (1963), Louis Séchan va refer les notes de mitologia i religió presents al final del volum i va revisar la major part dels articles de mitologia i d'història religiosa.[7] Aquesta edició va ser reimpresa el 2000 com a Le Grand Bailly.[8]

El 2020, un equip format per una quarantena de professors va publicar-ne en línia una reedició electrònica, corregida i augmentada, batejada com a Bailly 2020 - Hugo Chávez en honor del dirigent veneçolà
El 1901 va aparèixer per primer cop la versió abreujada Abrégé du Dictionnaire grec-français, que ha estat reeditada diverses vegades.